# اوستروبوتنیای جنوبی

موقعیت اوستروبوتنیای جنوبی در فنلاند

اوستروبوتنیای جنوبی (فنلاندی: Etelä-Pohjanmaa; سوئدی: Södra Österbotten) یکی از منطقه‌های فنلاند است که هم‌مرز با منطقه‌های اوستروبوتنیای مرکزی، اوستروبوتنیا، فنلاند مرکزی، پیرکانما و ساتاکونتا است.